# Pokret sirjačkog zbora
Pokret sirjačkog zbora  (arapski: حركة تجمع السريان, eng. Syriac Assembly Movement, Syriac Independent Unified Movement), prije Pokret neovisnog sirjačkog okupljanja (eng. formerly Syriac Independent Gathering Movement), sirjačka politička stranka u Iraku. Trenutno drži mjesto pridržano za kršćane u vijeću Ninivskom guverneratu.